# Stupeň B1054 Falconu 9
Stupeň B1054 Falconu 9 je první stupeň rakety Falcon 9 vyráběné společností SpaceX, jedná se o, devátý vyrobený exemplář verze Block 5. Poprvé a naposledy letět na misi GPSIII-SV01 v prosinci 2018, kdy vynesl navigační družici sítě GPS, stupeň se však nepokusil o přistání. Stal se tak prvním exemplářem Block 5, který byl záměrně zahozen.

## Přehled letů
| Číslo použití | Datum startu (UTC) | Let číslo | Náklad      | Start | Místo startu | Přistání | Místo přistání | Poznámky                                                                                       |
| ------------- | ------------------ | --------- | ----------- | ----- | ------------ | -------- | -------------- | ---------------------------------------------------------------------------------------------- |
| 1             | 23. prosince 2018  | 66        | GPSIII-SV01 |       | CCAFS SLC-40 |          | Bez přistání   | Při této misi neproběhlo přiatání z důvodu požadavku zákazníka, tedy letectva Spojených států. |